# Eliot Higgins
Pour les articles homonymes, voir Higgins.
Eliot Higgins, né en janvier 1979 à Shrewsbury (Shropshire), qui utilisait auparavant le pseudonyme Brown Moses, est un citoyen britannique journaliste citoyen et blogueur, connu pour l'utilisation de sources ouvertes et des réseaux sociaux pour enquêter sur la guerre civile syrienne, la guerre du Donbass et la destruction en vol du vol 17 Malaysia Airlines. Il a d'abord gagné l'attention des grands médias en identifiant les armes dans des vidéos mises en ligne à partir du conflit syrien,.

## Vie et travail
Eliot Higgins est né en 1979. En 2012, lorsque Higgins commence à tenir un blog sur la guerre civile syrienne, il est un employé en administration et finances qui a passé sa vie à prendre soin de son enfant à la maison ; il est marié à une femme turque,. Higgins a pris le pseudonyme de Brown Moses, de la chanson de Frank Zappa Brown Moses dans l'album Thing-Fish.
Les analyses de Higgins sur les armes syriennes, qui ont commencé comme un passe-temps hors de chez lui sur ses temps libres, sont fréquemment citées par la presse et les groupes de droits humains et ont conduit à des questions au parlement britannique. Son blog Brown Moses a commencé en mars 2012 en couvrant le conflit syrien. Higgins opère en suivant plus de 450 chaînes YouTube quotidiennement à la recherche d'images d'armes et en traquant quand de nouveaux types apparaissent dans la guerre, quand, et avec qui. D'après le journaliste du Guardian Matthew Weaver, Higgins a été « salué comme une sorte de pionnier » pour son travail[réf. nécessaire].
Higgins n'a pas d'expérience ou de formation dans les armes et est entièrement autodidacte, disant que « avant le Printemps arabe, je n'en savais pas plus sur les armes que le propriétaire moyen d'une Xbox. Je n'avais aucune connaissance au-delà de ce que j'avais appris de Arnold Schwarzenegger et Rambo ».
Higgins est crédité d'être parmi les premiers[source insuffisante] à faire rapport sur l'utilisation généralisée de bombes artisanales par le gouvernement syrien, un phénomène qui s'est propagé à d'autres pays en difficulté tels que l'Irak pour lutter contre les insurrections et les forces de l'opposition,.
Les autres aspects du conflit syrien découverts et documenté par Higgins comprennent l'utilisation de bombes à fragmentation en 2012, dont le gouvernement syrien a nié l'utilisation, la prolifération des missiles guidés par infrarouge lancés à l'épaule (en) comme les MANPADS, et la prolifération d'armes de fabrication croate qui serait connectée aux États-Unis, une histoire plus tard reprise par The New York Times. Il a également étudié l'utilisation présumée par le régime syrien d'armes chimiques, y compris l'attaque chimique de Goutha dans le détail,. Theodore Postol, professeur au MIT, et Richard Lloyd un ancien inspecteur d'armes de l'ONU, ont critiqué certains aspects du travail de Higgins.
Higgins a utilisé la géolocalisation pour publier une estimation d'où la vidéo de l’exécution du journaliste James Foley a été faite à l'extérieur de Raqqa, un bastion de l'État islamique au centre-nord de la Syrie. Higgins utilisé des repères visuels dans des plans de la vidéo et de son interprétation des images satellite du terrain autour de Raqqa.
En 2015, Higgins, a collaboré avec l'Atlantic Council comme co-auteur du rapport Hiding in Plain Sightː Putin's War in Ukraine qui examinait l'engagement militaire direct de la Russie en Ukraine. Le rapport a inspiré le documentaire Selfie Soliders dans lequel le correspondant de Vice News Simon Ostrovsky a suivi des traces numériques laissées par un soldat russe nommé Bato Dambaev qui a été envoyé pour combattre dans l'est de l'Ukraine. En juin 2015, à l'invitation de l'ancien Premier ministre de Belgique Guy Verhofstadt, Higgins avec Maks Czuperski (co-auteur du rapport de l'Atlantic Council) ont présenté Hiding in Plain Sight au Parlement Européen, aux côtés de la figure de l'opposition russe Ilya Yashin et de l'ancien président du gouvernement russe Mikhaïl Kassianov.
Eliot Higgins a rejoint le Digital Forensic Research Lab du Atlantic Council en tant que senior non-resident fellow en 2016.

## Réception
Higgins a reçu beaucoup d'éloges et de soutien de la part de groupes des droits humains, de journalistes et d'organisations à but non lucratif. "Brown Moses est parmi les meilleurs là-bas quand il s'agit de surveillance des armes [utilisées] en Syrie", a déclaré Peter Bouckaert, directeur de la division urgences de Human Rights Watch Le reporter de guerre du New York Times C. J. Chivers a dit que certains de ses collègues journalistes devraient être plus honnêtes au sujet de la dette qu'ils ont envers le blog Brown Moses de Higgins. "Beaucoup de gens, qu'ils l'admettent ou pas, se sont appuyés sur le travail quotidien de ce blog  pour choisir les innombrables vidéos qui circulent depuis le conflit" a-t-il déclaré. Amnesty International a déclaré que le Brown Moses Blog a été vital pour prouver que le gouvernement syrien de Bachar El Assad a utilisé des missiles balistiques, une information par la suite utilisée pour envoyer une mission de recherche en Syrie.
Eliot Higgins a été un sujet d'intérêt pour les Britanniques et les médias américains. Son portrait a été imprimé par The Guardian, The Independent, The Huffington Post et The New Yorker. Des contenus à son sujet ont été diffusés sur la chaîne Channel 4 News et sur CNN International.  Il a également été couvert par des sources non anglophones.

## Bellingcat
Le 15 juillet 2014, Higgins lance un nouveau site web appelé Bellingcat, destiné aux citoyens-journalistes pour enquêter sur les événements en cours à l'aide d'informations open-source telles que des vidéos, des cartes et des photos. Son lancement est financé par une campagne Kickstarter. L'équipe d'analystes auto-didactes de Bellingcat est composée de Higgins et huit bénévoles.
Parmi ses plus importants projets, Bellingcat a démontré que la destruction en vol du Malaysia Airlines Vol 17 en Ukraine était due à la frappe d'un missile anti-aérien tiré par une unité russe, la 53e brigade Buk, basée dans la ville de Koursk. Son travail a été pris en compte par la police néerlandaise enquêtant sur le crash, Higgins a été interviewé à deux reprises par les enquêteurs. Le 31 mai 2015, Bellingcat publie un rapport accusant entre autres de retouche d'images les images satellite publiés par le Ministère russe de la Défense. Les photos concernaient l'emplacement des lanceurs ukrainiens de missile Buk à peu près au moment où le MH17 a été abattu. L'utilisation par Bellingcat d'une error level analysis dans son rapport a été critiqué par Jens Kriese, un professionnel de l'analyse d'images,. Toutefois, les conclusions de Bellingcat à propos du champ depuis lequel le missile a été tiré ont été confirmées en septembre 2016 par l'équipe commune d'enquête sur le MH17.
Bellingcat a également travaillé sur l'utilisation de différents armements notamment non conventionnels, au cours de la guerre civile syrienne et la guerre civile yéménite, effectue de nombreuses enquêtes sur les attaques revendiquées par aucun des belligérants, publie des rapports sur l'utilisation de l'artillerie russe en Ukraine, sur le raid d'El Junquito au Venezuela, sur les agents de renseignements russes suspectés d'être responsables des empoisonnements de Sergueï et Ioulia Skripal, et de celui d'Alexeï Navalny, sur les attentats de Christchurch, Bellingcat contribue également à l'identification de criminels, dont le suprémaciste Daniel Borden, auteur d'actes criminels à Charlottesville.

## Travail sur l'alt-righten ligne
Peu de temps après l'attentat du 12 août 2017 à Charlottesville, Eliot Higgins annonce avoir détecté une opération massive lancée sur Internet par des trolls d'extrême droite destinée à faire croire que des internautes antifascistes américains soutiennent l'usage de la violence contre les femmes d’extrême droite. Cette opération consisterait en une diffusion massive de tweets comportant des mèmes et des messages basés notamment sur des photos de femmes battues et des appels à la violence. Higgins a repéré ce qu'il pense être les préparatifs de l'opération sur le forum 4chan. Le message originel posté sur ce forum anonyme donnait pour consignes de chercher des images de violences faites aux femmes, d’y ajouter le logo de groupes antifascistes et des slogans appelant à la violence, puis de les poster sur Twitter avec des hashtags habituellement utilisés par les antifascistes tels que #PunchANazi (frappez un nazi). Certains montages ont été directement diffusés par des trolls d'extrême droite et des figures de l'alt-right, d’autres l'ont été par des faux comptes Twitter d'antifascistes dédiés à la désinformation, créés en grand nombre.